# Akkumulátorciklus
Egy akkumulátorciklus (töltési ciklus) az akkumulátor teljes kapacitásának kihasználását/feltöltését jelenti, de nem feltétlenül azzal, hogy folytonos terheléssel merítjük le 100%-ról 0%-ra. Egy töltési ciklust a rendszer akkor teljesít, amikor az akkumulátor kapacitásának 100%-ával megegyező töltésmennyiséget veszünk/pótlunk vissza, de nem feltétlenül egy feltöltéssel. (Például egy jármű használhatja az akkumulátor kapacitásának 60%-át egy nap, majd teljes feltöltés után, a következő nap használ csak 40%-ot. ekkor összesen 100% energiamennyiséget vett ki, tehát ez a két nap összesen egy töltési ciklust eredményez.
A töltési ciklus nem időegység, a töltés és lemerítés időtartama nem befolyásolja a ciklusok számát. Az egyes akkumulátorokat eltérően befolyásolják a töltési ciklusok.
Egy feltölthető akkumulátor élettartama a kapacitáscsökkenésig vagy az elromlásig szükséges töltési ciklusok száma.

## Fordítás
Ez a szócikk részben vagy egészben  a   Charge cycle című angol Wikipédia-szócikk ezen változatának fordításán alapul.  Az eredeti cikk szerkesztőit annak laptörténete sorolja fel. Ez a jelzés csupán a megfogalmazás eredetét és a szerzői jogokat jelzi, nem szolgál a cikkben szereplő információk forrásmegjelöléseként.